# Андорра в Первой мировой войне
Андорра в Первой мировой войне — период истории Княжества Андорра с 1914 по 1918 год, во время которого страна официально сохраняла нейтралитет. Популярный миф об объявлении Андоррой войны Германии в 1914 году не подтверждается историческими документами. Несмотря на отсутствие прямого участия в боевых действиях, Андорра испытала косвенное влияние конфликта на свою экономику, общество и международное положение. Война привела к ухудшению снабжения продовольствием княжества, повлияла на миграционные процессы и способствовала постепенному выходу Андорры из международной изоляции.
Во время войны в Андорре наблюдался рост контрабанды, особенно табака, что вызвало экономические и социальные изменения. Страна также приняла несколько французских дезертиров, хотя для большинства из них Андорра была лишь транзитным пунктом на пути в Испанию.
Пандемия испанского гриппа 1918–1919 годов затронула и Андорру, вызвав несколько десятков смертей среди населения. После войны Андорра не участвовала в Парижской мирной конференции 1919 года и не вступала в Лигу Наций, что отражало её особое изоляционное международное положение.

## Война
Князья-соправители Андорры в Первой мировой войне

### Миф об объявление войны
Сама Андорра не была задета военными действиями и оставалась нетронутой на протяжении всей войны. По-видимому, Андорра относилась к испанской сфере нейтралитета, поскольку Испания была нейтральна в течение всей войны. 
Американские газеты «New York Times» и «St. Louis Globe-Democrat» в 1958 году писали, что Андорра объявила войну Германии в 1914 году, но это объявление войны было номинальным, поэтому никто не пригласил её на переговоры по Версальскому договору. Со временем аналогичные утверждения появились и в более поздних источниках, в различных СМИ и книгах, включая и русские источники. Таким образом, технически состоянии войны Андорры с Германией продолжалось бы до тех пор, пока, в зависимости от источников, в 1940-х или 1950-х годах обе стороны не пришли к соглашению и не подписали бы мирный договор.
В 2011 году Грэм Дональд в своём сборнике мифов подметил, что у этой истории много вопросов, на которые нет ответов: «Кто подписал [мирный] документ от имени Германии? Кто были представители Андорры? Где они встречались? Где находится андоррская копия этого важного документа?». По его мнению, Андорра не могла тогда объявить войну кому угодно, потому что она не достигла независимого суверенитета вплоть до 1993 года.
В 2014 году новостное агентство «Ràdio i Televisió d’Andorra», проведя расследование по статьям 1958 года не смогло найти никаких документов, подтверждающих объявление войны. Историк Пере Каверо смог найти только обмен письмами между немецким консулом в Марселе и каталонским омбудсменом, где первый спрашивает, есть ли состояние войны с Андоррой — на что второй ему отвечает, что в их архиве нет ничего, что могло бы указать на это, и что он спрашивал жителей страны и никто не помнит, что они были в состоянии войны.  
В 2016 году исследователь Алан Уорд Кук изучил испанские СМИ в период с 1914 по 1918 год и также не нашёл какой-либо информации о том, что Андорра объявила войну. Он подметил, что это является предметом мистификации американских газет, версия которых впоследствии стала популярной в интернете. Если Андорра действительно объявила войну, то непонятно, почему нет никаких объяснений тому, что ни в официальных архивах, ни в прессе других близлежащих стран не появилось никакой информации об андоррской войне.
В 2020 году историк Альберт Вильяро окончательно выявил, что этот миф берёт свое начало из статьи «New York Times», а затем добрался до английской Википедии и стал популярным. Война Андорры с Германией стала появляться в различных списках войн, которые длились долго из-за дипломатических проблем, наряду с войной между Нидерландами и архипелагом Силли. Он пишет, что «наша страна в 1914 году была не в том положении, чтобы объявить войну кому-либо, а тем более Германской империи, и в 1958 году у нас были другие заботы, чем подписание воображаемого мира с несуществующим врагом».

### Население
Папа Пий X канонизировал Богоматерь Меричельскую как покровительницу долин Андорры 13 мая 1914 года. Была готова премьера гимна «Карл Великий», но война заставила отложить гимн и коронацию Богоматери до 1921 года. В книге «Каталонские добровольцы в Великой войне» известно, что на войну вызвались трое андоррцев: Валенти Науди, Хосеп Эстани и Рене Уге.

Андорра на карте Европы в 1914 году

Андорра не принимала непосредственного участия в войне, но приняла несколько французских дезертиров. При этом для большинства дезертиров страна была просто местом остановки для дальнейшего бегства в Испанию. Контроль был более строгим на испанской границе, где на импорт были установлены квоты: три провизии пшеницы и муки на один рейс в день. Один из французов отправился в изгнание в Ордино и работал над восстановлением церковных колоколов во время войны. Также отмечается, что французское правительство укрепило границы, чтобы не допустить бегства своего населения и в то же время навязать своё влияние Андорре. Есть свидетельства того, что французская администрация была обеспокоена тем, что в Андорре преобладали идеи и настроения Центральных держав. Также в Андорре договор о дружбе и защите между Францией и Монако от 17 июля 1918 стал впоследствии известным и присутствовал в сознании людей. 
Известный испанский грипп, который распространился по Европе в 1918—1919 годах, вызвав миллионы смертей по всему миру, добрался и до Андорры. При этом пандемия в Андорре в большей степени коснулась женщин, чем мужчин — процент смертей возрастает до 59 % в случае женщин. Более высокой риск заражения объясняется тем фактом, что женщины были теми, кто в основном занимался уходом за больными. В стране наблюдалось приблизительно от 40 до 50 смертельных случаев — 1 % от общей численности населения страны, которая оценивалась около 4 500 жителей. Не исключено, что смертельных случаев могло быть больше.
Последствия разрушительного конфликта были фактором, способствовавшим эмиграции андоррцев. После войны Андорра состояла почти исключительно из населения андоррской национальности. В 1920 году было всего 224 испанца и 2 француза по сравнению с чуть более 4000 андоррцев.

### СМИ
Поскольку Испания оставалась строго нейтральной по отношению к конфликту, то испанская общественность и пресса проявили определённый интерес к нейтралитету Андорры. В основном речь шла про юмористический контекст. Например, в газете El Tiempo появляется статья под названием «Какой будет европейская война в течение 20 лет», в которой предлагается несколько комментариев о состоянии войны «серьёзно и в шутку». Среди них:
«Издательство в Андорре, принадлежащее господам Пан Конфону и Рубандонадеу дель Кастельс де Тресельс, только что опубликовало новую географию Европы, реформированную. […] Санкт-Петербург — столица Австрии, а Вена — столица России и всех пекарен».
Или, например:
«Мы знаем, что республика Андорра, по совету бискайского советника, намерена вмешаться, чтобы положить конец войне, поскольку это наносит серьёзный ущерб её торговле баранами и свиньями. Считается, что учитывая могущество Андорры, военные действия закончатся, и все будут жить как по маслу. Такое отношение заслужило одобрение всех людей, которые являются друзьями мира, дешёвого вина и того, что может произойти».
В 1917 году, когда развитие боевых действий шло к победе Антанты и её Союзников, это нашло своё отражение в юморе, связанным с Андоррой. Например, в юмористической газете L’esquella de La Torratxa есть карикатура на богатую немецкую семью, готовящуюся к побегу, с надписью «Давайте соберем наш чемодан, пора отправляться в Андорру». Есть и более серьёзные новости, которые также подчёркивают нейтралитет Андорры. Например, в газете La region Extremeñ от 27 мая 1915 года есть колонка «Madrid Al Dia», в которой сказано следующее:
«В течение очень короткого времени континент превратится в место убийств, истязаний, истреблений и уничтожения мужчин, женщин и детей… Испании, Швейцарии, Голландии, скандинавским странам и Республике Андорра будет трудно остаться относительно невредимыми в наших мирных глубинках».
Таким образом, нейтралитет Андорры во время конфликта подтверждался и признавался прессой соседней страны.

### Экономика
Андорра скорее всего извлекла выгоду из благоприятной экономической ситуации конфликта. Война и нехватка продовольствия во Франции и Испании вызвали экономический бум в Каталонии и, следовательно, в Андорре, где были построены первые дороги. Также наблюдался рост контрабанды табака, который вызвал психологические и моральные перемены среди жителей.
Начало войны ухудшило снабжение продовольствием в Андорре, хотя неизвестны причины этого. В газете El Tiempo, под заголовком «из Андорры», есть следующие новости от 12 августа 1914 года:
«Мадрид. Князь-епископ Андорры умолял правительство разрешить ввоз предметов первой необходимости в это княжество, которое сейчас переживает чрезвычайно сложную ситуацию».
Аналогичную информацию можно найти и в другие периоды в течение 1915 года, но в них более скудная информация.

### Послевоенные вопросы
В начале двадцатого века Андорра только начинала выходить из изоляции и открывать себя миру. Вероятно, одним из факторов, который помог, стало открытие первой дороги между Андоррой и Сео-де-Уржель. Сам факт существование Андорры только начинал появляться в сознании мировой общественности, прежде всего для Испании. Касательно же более далёких обществ, таких как США, то вероятно, Андорра скорее всего напоминала мифы, смутно напоминающие о средневековых временах и рыцарях в доспехах. Например, в своем трёхтомном энциклопедическом трактате по конституционному праву Эймос Дженкинс Писли без колебаний называет страну «феодальным владением», а не государством в полном смысле этого слова.
Поскольку Андорра была нейтральной страной, она не принимала участие на Парижской мирной конференции в 1919 году и, как следствие, не подписывала ни один из послевоенных договоров, таких как Версальский договор, Сен-Жерменский договор, Трианонский договор или Севрский мирный договор.
Хотя Андорра была перечислена среди государств, которые имели право вступить в Лигу Наций, международную послевоенную организацию, она никогда не подавала заявку. Некоторые карликовые государства пытались в неё вступить, например, Лихтенштейн подавал заявку в Лигу, но его заявка была отклонена. Были названы следующие причины отказа: передача многих государственных функций на внешнее управление, малая площадь и население, также отсутствие армии. Вероятно, Андорра оказалась бы в такой же ситуации, если бы она подала заявку.